# Dong (ethnie)
Pour les articles homonymes, voir Dong et Kam.

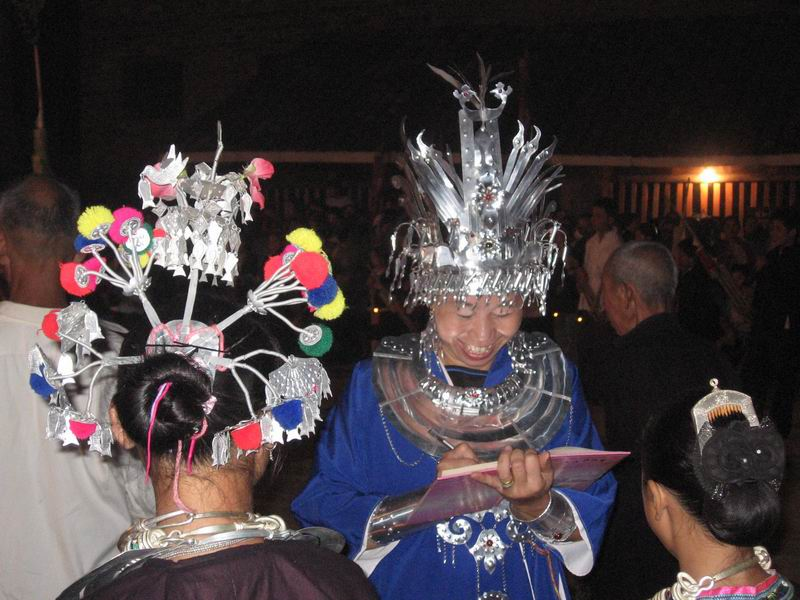
Femmes dong lors d'un festival

Les Dong (chinois : 侗族 ; pinyin : Dòng zú), appelés aussi dans leur langue Kam (Gaeml /kɐ́m/), sont un groupe ethnique du sud de la Chine qui en constitue l'une des 56 nationalités, également présents au Viêt Nam, dans la province de Tuyên Quang, mais ne figure pas dans sa liste des 54 minorités. Le Kam du Nord et celui du Sud, leurs langues, sont considérés comme des langues parmi les plus difficiles à comprendre et à prononcer car ils comportent un grand nombre de tons, qui atteindrait 15 dans la plupart de leurs dialectes (le mandarin n'en comporte que quatre ; d'après les linguistes, les Dong auraient subdivisé en trois chaque ton de mandarin).
Une autre de leurs particularités : le chant, adapté à toutes les situations de la vie. Chaque chant possède sa grammaire, à partir de laquelle il est permis d'improviser.
Leur population était proche des trois millions de personnes en 2000. Leur territoire s'étend sur trois provinces : le Guizhou, le Guangxi et le Hunan. Il couvre environ 30 000 km².
Il existe également une aire comportant des locuteurs du Kam dans la province de Tuyên Quang

## Histoire
L'origine des Dong se situe au carrefour de la légende et du réel. Appartenant au peuple yue (qui regroupait jadis les populations du Sud de la Chine), ils acquièrent leur autonomie au VIIe siècle. À l'issue d'une bataille décisive qui se déroule en 618 aux environs de Lighzou, au Guangxi, la guerrière Sha Sui, fille unique d'un seigneur mort au combat, prend avec les siens le chemin de l'exil. Cette décision, qui sauve le peuple dong, lui vaudra d'être glorifiée, dotée de pouvoirs divins et célébrée comme « prophétesse ». Réfugiés dans les montagnes, les Dong développent leur propre culture tout en conservant des traits de la civilisation chinoise des VIe et VIIe siècles.
Jusqu'à présent, les Dong ont été tenus à l'écart des évolutions de la Chine contemporaine (et notamment épargnés par la Révolution culturelle de 1966-1976). Selon les estimations, 20 % d'entre eux seraient aujourd'hui engagés sur la voie du modernisme. Le gouvernement de Pékin a fait ouvrir des pistes et électrifié une partie du Guangxi (district de Sanjiang). Une campagne d'alphabétisation se développe, amenant les enfants des villages à apprendre le chinois[Lequel ?].

## Culture

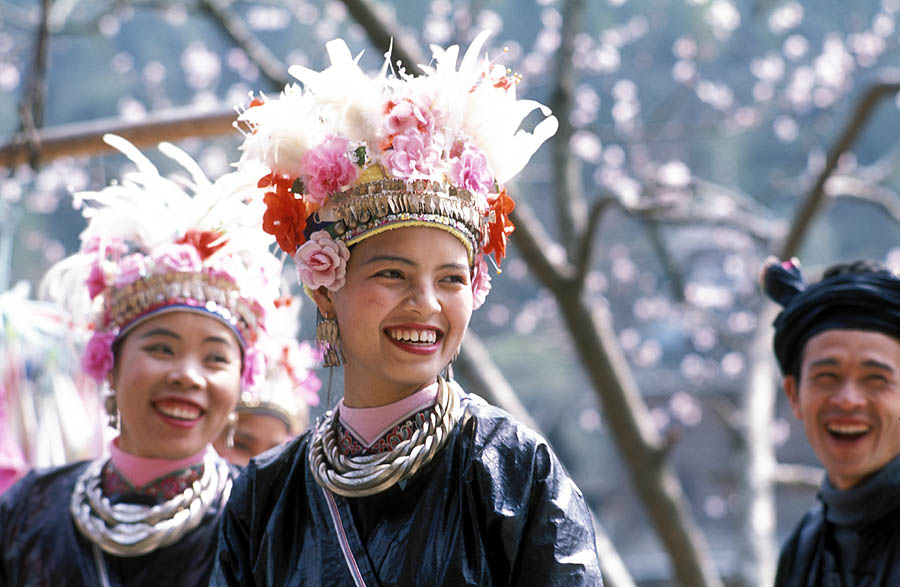
Homme et femmes dong en habits de fête, dans le comté de Liping, Guizhou, Chine

À l'abri des montagnes, dans la Chine méridionale, le peuple des Dong vit isolé depuis des siècles. Il a pu ainsi développer une civilisation particulière, à la fois marquée par des traditions héritées de l'époque impériale et fondée sur le chant comme mode d'expression.

### Croyances
Les Dong croient aux esprits malins qu'ils chassent de leurs maisons à coup de pétards. Ils sont animistes avec quelques notions très effacées de taoïsme. Ils pratiquent une forme de culte des ancêtres qui date de Confucius. Ils vénèrent l'esprit du Pont, celui des Grands Arbres ou de la Maison. Il leur est interdit de représenter la déesse mère, Sheng Mu, figurine centrale de la religion. Une fois par an, une journée de chant est dédiée à la prophétesse Sha Sui.

### Chant
Le pays dong est surnommé « la mer des Chansons ». Les Dong possèdent une langue particulièrement adaptée au chant dont ils ont fait le centre de leur culture ; des chorales célèbrent ainsi toutes les circonstances de l'existence.

### Fêtes

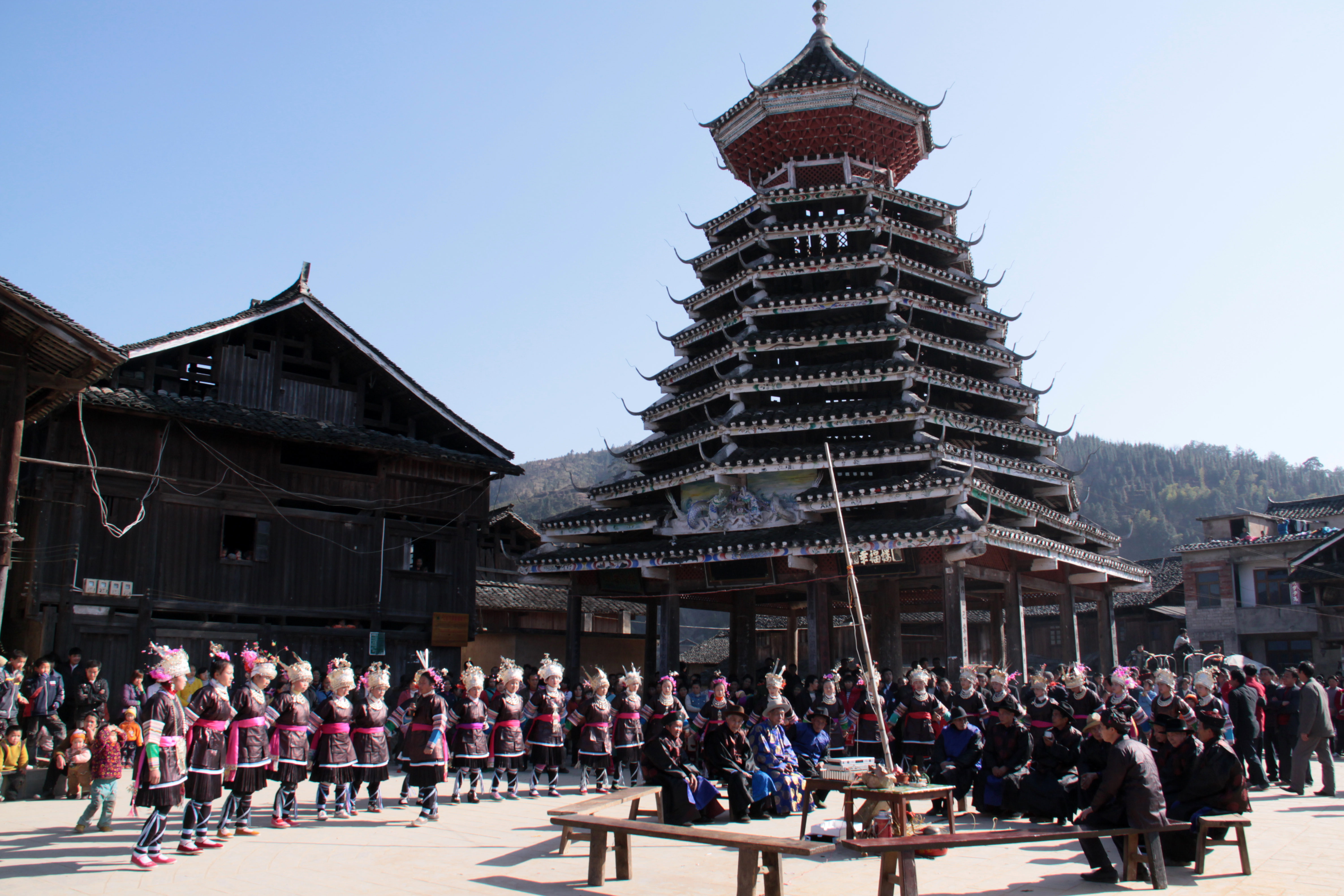
Fête du jour de l'an dong

Le jour des 100 mariages se célèbre au printemps, à l'issue des fêtes du nouvel an chinois réputé porter bonheur en amour. Chaque village possède son théâtre et les spectacles durent des heures. À l'aide de quelques gouttes de teinture versées dans le creux de la main, les sorciers prétendent chasser le fantôme qui habite l'âme de leurs patients. Ils complètent le traitement par une série de chansons.

### Architecture

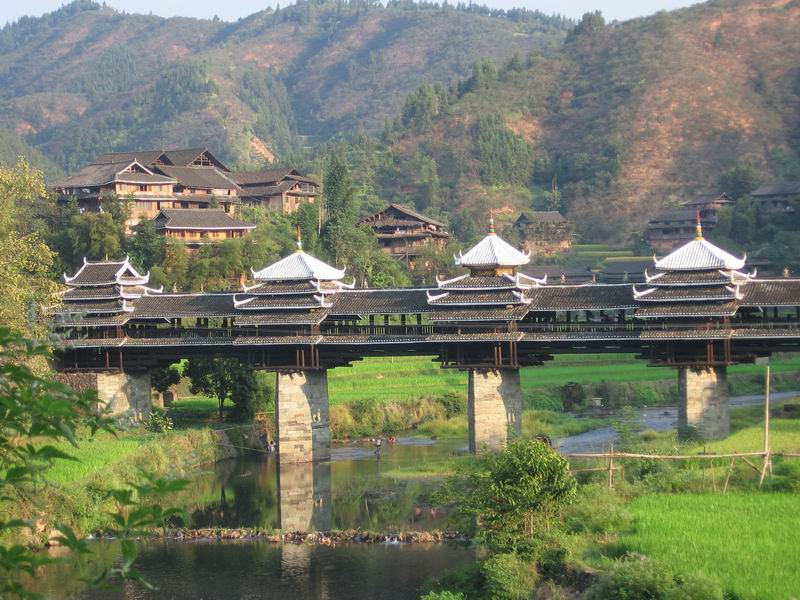
Chenyang : le Pont du Vent et de la Pluie

Tous les villages possèdent un pont de la Pluie et du Vent entièrement peint et surmonté de plusieurs tourelles en forme de pagode. Son rôle est moins d'enjamber les rivières que de célébrer l'esprit supposé l'habiter.

### Gastronomie

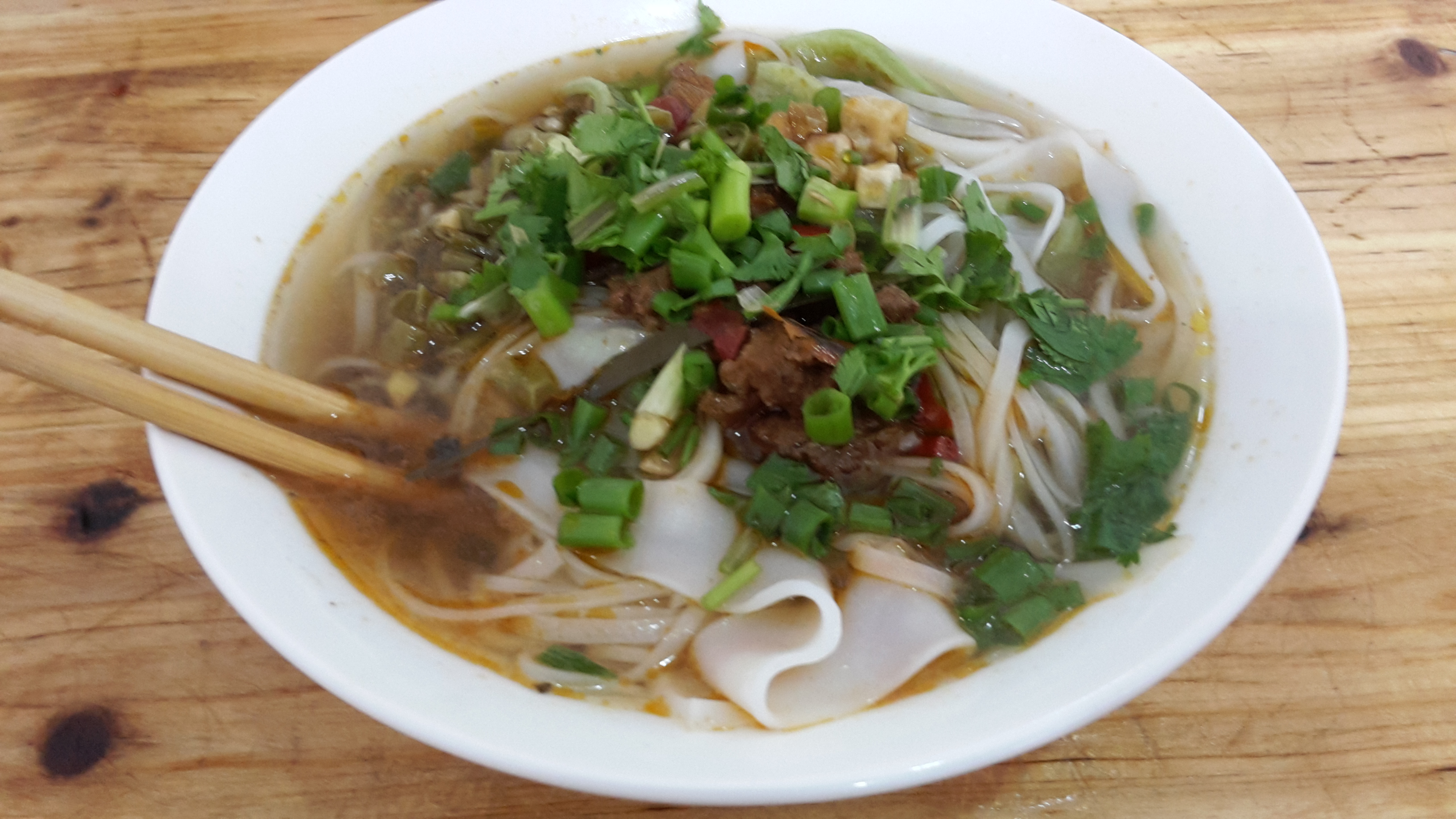
Nouilles de riz et pâtes de haricot mungo, spécialités culinaires des Dongs

L'autarcie économique des Dong repose sur l'ancestrale culture des rizières en terrasses. L'aliment de base est un riz glutineux, légèrement sucré, accompagné de cacahuètes chaudes, de salade cuite, d'œufs frits, de petits morceaux de poulet ou de canard et de gras de porc. Les Dongs pratiquent également la chasse et la pêche.

### Artisanat
Les Dongs pratiquent le flottage du bois et extraient du sol un peu d'argent qu'ils consacrent à la fabrication de bijoux.

## Politique
Depuis la création en 1949 de la République populaire de Chine, les Dong sont dotés d'un statut particulier de « minorité nationale », comme les 54 autres ethnies que l'on différencie des Han, peuple majoritaire. Dans leurs comtés autonomes (Sanjiang, Longjiang, Liping, Rogjiang), ils bénéficient d'une certaine indépendance politique théorique, mais que l'isolement naturel de ces zones montagneuses a rendu bien réelle dans les faits.